# Емануел Фримпонг
Емануел Яо Фримпонг е ганайски футболист, полузащитник. Състезава се за английския Фулъм, даден под наем от Арсенал. Притежава както английско, така и ганайско гражданство.

## Ранен живот
Фримпонг е роден в Кумаси, Гана, но се премества в Англия като малък заедно със семейството си. Открит е от Арсенал на 9 години, заедно със своя приятел и съотборник Джак Уилшър.

## Клубна кариера

### Арсенал
Фримпонг постъпва в академията на Арсенал на 9 години. Реализира голове срещу връстниците си от Ковънтри и Милтън Кийнс Донс. През 2008 г. е добавен към резервния състав на Арсенал. Дебюта си за резервите прави на 5 октомври 2009 г. срещу Челси. Малко след това се оказва на пейката на първия отбор на Арсенал, заедно със съотборника си Джей-Емануел Томас, в мача срещу Шефилд Юнайтед.
На 22 май 2009 г. се контузва след 15 минути игра във финала на Младежката купа на ФА срещу Ливърпул.
Участва в предсезонната подготовка на Арсенал в Австрия и получава похвали от своя мениджър Арсен Венгер за участието си в Емирътс Къп през 2010 г.
На 19 август 2010 г. получава контузия в коляното, която го вади от игра за 9 месеца.

### Сезон 2011/2012
На 13 юли 2011 г. Фримпонг влиза на почивката в контрола срещу сборен отбор на Малайзия. На 13 август 2011 г. прави дебюта си в Премиершъп срещу Нюкасъл, заменяйки през второто полувреме Томаш Росицки. На 16 август се появява отново като смяна на Росицки в мач от Шампионска лига срещу Удинезе. Първия си мач като титуляр за клуба записва на 20 август срещу Ливърпул, но получава червен картон в 69-ата минута за нарушение срещу Лукаш Лейва.

#### Наем в Уулвърхямптън
На 1 януари 2012 г. Фримпонг преминава под наем до края на сезона в клуба от Висшата лига Уулвърхямптън. На следващия ден прави и дебюта си при загубата с 1:2 от Челси. След само пет участия за клуба, Фримпонг контузва десния си крак срещу ФК Куинс Парк Рейнджърс и е извън игра до края на сезона.

#### Наем във Фулъм
На 29 януари 2013 г. Емануел Фримпонг подписва договор с лондонския Фулъм до края на сезона.

## Национален отбор
През 2007 г. Фримпонг изиграва шест мача за Англия до 16 години. През март 2008 г. Фримпонг вкарва гол срещу Германия до 16 години, а голът се оказва единствен в срещата.
През август 2010 г. е повикан в младежите до 19 години на Англия, но се контузва и не взима участие в срещата със Словакия.
През февруари 2011 г. Фримпонг заявява готовност да играе за Гана. През август 2011 г. е повикан за контролата срещу Нигерия, но мачът не се състои заради безредиците в Англия по това време.

## Отличия

### Арсенал
- Висша лига на академиите на футболните отбори: 2008/09, 2009/10
- Младежка купа на ФА: 2008/09

### Англия до 16 години
- Турнир Монтагуи: 2008